# Lino Schröter
Lino Schröter (Troisdorf, 25 agosto 1999) è un giocatore di football americano tedesco, che gioca come linebacker per i Rhein Fire.